# Stan Wawrinka
Stan Wawrinka, właśc. Stanislas Wawrinka (ur. 28 marca 1985 w Lozannie) – szwajcarski tenisista, reprezentant w Pucharze Davisa, mistrz olimpijski w grze podwójnej z Pekinu (2008), triumfator Australian Open 2014, French Open 2015 oraz US Open 2016 w konkurencji gry pojedynczej.

## Pochodzenie i życie prywatne
Jego dziadkowie ze strony ojca (dziadek był Czechem, a babka Polką), po ucieczce z Czechosłowacji do Niemiec w 1946, zamieszkali w Szwajcarii. Ojciec tenisisty, Wolfram Wawrinka, był rolnikiem i pracownikiem socjalnym w zakładzie dla niepełnosprawnych, gdzie matka Isabelle (z pochodzenia Szwajcarka) była pedagogiem. Oboje przejęli prowadzenie gospodarstwa rodzinnego matki „Ferme du Chateau”, niedaleko Lozanny, związanego z zamkiem w Saint-Barthélemy.
12 grudnia 2009 Wawrinka poślubił szwajcarską prezenterkę telewizyjną Ilham Vuilloud. W kwietniu 2015 para rozstała się. Następnie zaczął spotykać się z chorwacką tenisistką Donną Vekić.

## Kariera tenisowa
Treningi tenisowe rozpoczął w wieku 8 lat, a jako 15-latek porzucił szkołę, koncentrując się na karierze sportowej. Występując jeszcze jako junior wygrał w roku 2003 wielkoszlemowy Roland Garros w grze pojedynczej. W pojedynku finałowym pokonał 7:5, 4:6, 6:3 Briana Bakera.
Grając już jako zawodowiec, Wawrinka wygrał 16 turniejów rangi ATP Tour z 30 osiągniętych finałów. W styczniu 2014 roku został triumfatorem Australian Open. W finale pokonał Rafaela Nadala wynikiem 6:3, 6:2, 3:6, 6:3. Drugi wielkoszlemowy triumf odniósł podczas French Open w sezonie 2015, gdzie w ostatnim meczu zwyciężył z Novakiem Đokoviciem 4:6, 6:4, 6:3, 6:4. We wrześniu 2016 roku został mistrzem US Open, ponownie po finale z Novakiem Đokoviciem.
W grze podwójnej Szwajcar wygrał w roku 2008 wspólnie z Rogerem Federerem rozgrywki olimpijskie w Pekinie, a w finale pokonali Szwedzki debel Simon Aspelin-Thomas Johansson. Drugi tytuł w deblu Wawrinka wywalczył w styczniu 2013 roku w Ćennaju, tworząc parę z Benoîtem Paire. Ponadto Wawrinka przegrał 4 deblowe finały ATP Tour.
W roku 2004 debiutował w reprezentacji Szwajcarii w Pucharze Davisa. Do lutego 2023 rozegrał dla zespołu 54 mecze. W singlu zwyciężył w 23 pojedynkach, natomiast 4 spotkania wygrał w deblu.
Najwyżej sklasyfikowany w rankingu singlistów był na 3. miejscu w styczniu 2014 roku, z kolei w zestawieniu deblistów w lutym 2015 roku zajmował 88. pozycję.

### Finały w turniejach ATP Tour
| Legenda                                      |
| -------------------------------------------- |
| Wielki Szlem                                 |
| Igrzyska olimpijskie                         |
| Tennis Masters Cup / ATP Finals              |
| ATP Masters Series / ATP Tour Masters 1000   |
| ATP International Series Gold / ATP Tour 500 |
| ATP International Series / ATP Tour 250      |

#### Gra pojedyncza (16–14)
| Końcowy wynik | Nr  | Data                 | Turniej                    | Nawierzchnia  | Przeciwnik             | Wynik finału          |
| ------------- | --- | -------------------- | -------------------------- | ------------- | ---------------------- | --------------------- |
| Finalista     | 1.  | 10 lipca 2005        | Gstaad                     | Ceglana       | Gastón Gaudio          | 4:6, 4:6              |
| Zwycięzca     | 1.  | 30 lipca 2006        | Umag                       | Ceglana       | Novak Đoković          | 6:6 krecz             |
| Finalista     | 2.  | 22 lipca 2007        | Stuttgart                  | Ceglana       | Rafael Nadal           | 4:6, 5:7              |
| Finalista     | 3.  | 14 października 2007 | Wiedeń                     | Twarda (hala) | Novak Đoković          | 4:6, 0:6              |
| Finalista     | 4.  | 5 stycznia 2008      | Ad-Dauha                   | Twarda        | Andy Murray            | 4:6, 6:4, 2:6         |
| Finalista     | 5.  | 11 maja 2008         | Rzym                       | Ceglana       | Novak Đoković          | 6:4, 3:6, 3:6         |
| Finalista     | 6.  | 10 stycznia 2010     | Ćennaj                     | Twarda        | Marin Čilić            | 6:7(2), 6:7(3)        |
| Zwycięzca     | 2.  | 11 kwietnia 2010     | Casablanca                 | Ceglana       | Victor Hănescu         | 6:2, 6:3              |
| Zwycięzca     | 3.  | 9 stycznia 2011      | Ćennaj                     | Twarda        | Xavier Malisse         | 7:5, 4:6, 6:1         |
| Finalista     | 7.  | 24 lutego 2013       | Buenos Aires               | Ceglana       | David Ferrer           | 4:6, 6:3, 1:6         |
| Zwycięzca     | 4.  | 5 maja 2013          | Oeiras                     | Ceglana       | David Ferrer           | 6:1, 6:4              |
| Finalista     | 8.  | 12 maja 2013         | Madryt                     | Ceglana       | Rafael Nadal           | 2:6, 4:6              |
| Finalista     | 9.  | 22 czerwca 2013      | 's-Hertogenbosch           | Trawiasta     | Nicolas Mahut          | 3:6, 4:6              |
| Zwycięzca     | 5.  | 5 stycznia 2014      | Ćennaj                     | Twarda        | Édouard Roger-Vasselin | 7:5, 6:2              |
| Zwycięzca     | 6.  | 26 stycznia 2014     | Australian Open, Melbourne | Twarda        | Rafael Nadal           | 6:3, 6:2, 3:6, 6:3    |
| Zwycięzca     | 7.  | 20 kwietnia 2014     | Monte Carlo                | Ceglana       | Roger Federer          | 4:6, 7:6(5), 6:2      |
| Zwycięzca     | 8.  | 11 stycznia 2015     | Ćennaj                     | Twarda        | Aljaž Bedene           | 6:3, 6:4              |
| Zwycięzca     | 9.  | 15 lutego 2015       | Rotterdam                  | Twarda (hala) | Tomáš Berdych          | 4:6, 6:3, 6:4         |
| Zwycięzca     | 10. | 7 czerwca 2015       | French Open, Paryż         | Ceglana       | Novak Đoković          | 4:6, 6:4, 6:3, 6:4    |
| Zwycięzca     | 11. | 11 października 2015 | Tokio                      | Twarda        | Benoît Paire           | 6:2, 6:4              |
| Zwycięzca     | 12. | 10 stycznia 2016     | Ćennaj                     | Twarda        | Borna Ćorić            | 6:3, 7:5              |
| Zwycięzca     | 13. | 27 lutego 2016       | Dubaj                      | Twarda        | Markos Pagdatis        | 6:4, 7:6(13)          |
| Zwycięzca     | 14. | 21 maja 2016         | Genewa                     | Ceglana       | Marin Čilić            | 6:4, 7:6(11)          |
| Zwycięzca     | 15. | 11 września 2016     | US Open, Nowy Jork         | Twarda        | Novak Đoković          | 6:7(1), 6:4, 7:5, 6:3 |
| Finalista     | 10. | 25 września 2016     | Petersburg                 | Twarda (hala) | Alexander Zverev       | 2:6, 6:3, 5:7         |
| Finalista     | 11. | 19 marca 2017        | Indian Wells               | Twarda        | Roger Federer          | 4:6, 5:7              |
| Zwycięzca     | 16. | 27 maja 2017         | Genewa                     | Ceglana       | Mischa Zverev          | 4:6, 6:3, 6:3         |
| Finalista     | 12. | 11 czerwca 2017      | French Open, Paryż         | Ceglana       | Rafael Nadal           | 2:6, 3:6, 1:6         |
| Finalista     | 13. | 17 lutego 2019       | Rotterdam                  | Twarda (hala) | Gaël Monfils           | 3:6, 6:1, 2:6         |
| Finalista     | 14. | 20 października 2019 | Antwerpia                  | Twarda (hala) | Andy Murray            | 6:3, 4:6, 4:6         |

#### Gra podwójna (2–4)
| Końcowy wynik | Nr | Data             | Turniej      | Nawierzchnia | Partner              | Przeciwnicy                         | Wynik finału          |
| ------------- | -- | ---------------- | ------------ | ------------ | -------------------- | ----------------------------------- | --------------------- |
| Finalista     | 1. | 11 lipca 2004    | Gstaad       | Ceglana      | Marc Rosset          | Leander Paes David Rikl             | 4:6, 2:6              |
| Finalista     | 2. | 13 lipca 2008    | Gstaad       | Ceglana      | Stéphane Bohli       | Jaroslav Levinský Filip Polášek     | 6:3, 2:6, 9−11        |
| Zwycięzca     | 1. | 16 sierpnia 2008 | Pekin        | Twarda       | Roger Federer        | Simon Aspelin Thomas Johansson      | 6:3, 6:4, 6:7(4), 6:3 |
| Finalista     | 3. | 11 stycznia 2009 | Ćennaj       | Twarda       | Jean-Claude Scherrer | Eric Butorac Rajeev Ram             | 3:6, 4:6              |
| Finalista     | 4. | 20 marca 2011    | Indian Wells | Twarda       | Roger Federer        | Ołeksandr Dołhopołow Xavier Malisse | 4:6, 7:6(5), 7−10     |
| Zwycięzca     | 2. | 6 stycznia 2013  | Ćennaj       | Twarda       | Benoît Paire         | Andre Begemann Martin Emmrich       | 6:2, 6:1              |

### Osiągnięcia w turniejach Wielkiego Szlema i ATP Tour Masters 1000 (gra pojedyncza)
| Turniej                        | 2005                    | 2006                    | 2007                    | 2008                    | 2009                      | 2010                      | 2011                      | 2012                      | 2013                      | 2014                      | 2015                      | 2016                      | 2017                      | 2018                      | 2019                      | 2020                      | 2021                      | 2022                      | 2023                      | 2024                      | Wygrane turnieje        | Bilans w karierze       |
| Turnieje wielkoszlemowe        | Turnieje wielkoszlemowe | Turnieje wielkoszlemowe | Turnieje wielkoszlemowe | Turnieje wielkoszlemowe | Turnieje wielkoszlemowe   | Turnieje wielkoszlemowe   | Turnieje wielkoszlemowe   | Turnieje wielkoszlemowe   | Turnieje wielkoszlemowe   | Turnieje wielkoszlemowe   | Turnieje wielkoszlemowe   | Turnieje wielkoszlemowe   | Turnieje wielkoszlemowe   | Turnieje wielkoszlemowe   | Turnieje wielkoszlemowe   | Turnieje wielkoszlemowe   | Turnieje wielkoszlemowe   | Turnieje wielkoszlemowe   | Turnieje wielkoszlemowe   | Turnieje wielkoszlemowe   | Turnieje wielkoszlemowe | Turnieje wielkoszlemowe |
| ------------------------------ | ----------------------- | ----------------------- | ----------------------- | ----------------------- | ------------------------- | ------------------------- | ------------------------- | ------------------------- | ------------------------- | ------------------------- | ------------------------- | ------------------------- | ------------------------- | ------------------------- | ------------------------- | ------------------------- | ------------------------- | ------------------------- | ------------------------- | ------------------------- | ----------------------- | ----------------------- |
| Australian Open                | –                       | 2R                      | 3R                      | 2R                      | 3R                        | 3R                        | QF                        | 3R                        | 4R                        | W                         | SF                        | 4R                        | SF                        | 2R                        | 2R                        | QF                        | 2R                        | –                         | 1R                        | 1R                        | 1 / 18                  | 42–17                   |
| French Open                    | 3R                      | 1R                      | 2R                      | 3R                      | 3R                        | 4R                        | 4R                        | 4R                        | QF                        | 1R                        | W                         | SF                        | F                         | 1R                        | QF                        | 3R                        | –                         | 1R                        | 2R                        |                           | 1 / 18                  | 45–17                   |
| Wimbledon                      | 1R                      | 3R                      | 1R                      | 4R                      | 4R                        | 1R                        | 2R                        | 1R                        | 1R                        | QF                        | QF                        | 2R                        | 1R                        | 2R                        | 2R                        | NH                        | –                         | 1R                        | 3R                        |                           | 0 / 17                  | 22–17                   |
| US Open                        | 3R                      | 3R                      | 4R                      | 4R                      | 1R                        | QF                        | 2R                        | 4R                        | SF                        | QF                        | SF                        | W                         | –                         | 3R                        | QF                        | –                         | –                         | 1R                        | 3R                        |                           | 1 / 17                  | 47–16                   |
| ATP Finals                     |                         |                         |                         |                         |                           |                           |                           |                           |                           |                           |                           |                           |                           |                           |                           |                           |                           |                           |                           |                           |                         |                         |
| ATP Finals                     | –                       | –                       | –                       | –                       | –                         | –                         | –                         | –                         | SF                        | SF                        | SF                        | RR                        | –                         | –                         | –                         | –                         | –                         | –                         | –                         |                           | 0 / 4                   | 7–8                     |
| Turnieje ATP Tour Masters 1000 |                         |                         |                         |                         |                           |                           |                           |                           |                           |                           |                           |                           |                           |                           |                           |                           |                           |                           |                           |                           |                         |                         |
| Indian Wells                   | –                       | 2R                      | –                       | QF                      | 4R                        | –                         | QF                        | 3R                        | 4R                        | 4R                        | 2R                        | 4R                        | F                         | –                         | 3R                        | NH                        | –                         | –                         | 4R                        |                           | 0 / 12                  | 27–12                   |
| Miami                          | –                       | 2R                      | –                       | 2R                      | 4R                        | 3R                        | 2R                        | –                         | –                         | 4R                        | 3R                        | 2R                        | 4R                        | –                         | 2R                        | NH                        | –                         | –                         | –                         |                           | 0 / 10                  | 9–10                    |
| Monte Carlo                    | –                       | 1R                      | –                       | 1R                      | SF                        | 3R                        | –                         | QF                        | QF                        | W                         | 3R                        | QF                        | 3R                        | –                         | 2R                        | NH                        | –                         | 1R                        | 2R                        |                           | 1 / 13                  | 22–12                   |
| Madryt                         | –                       | –                       | 1R                      | 3R                      | 3R                        | 3R                        | 1R                        | 3R                        | F                         | 2R                        | 3R                        | 2R                        | 2R                        | –                         | QF                        | NH                        | –                         | –                         | 2R                        |                           | 0 / 13                  | 17–13                   |
| Rzym                           | 2R                      | 1R                      | 1R                      | F                       | 3R                        | QF                        | 3R                        | 3R                        | 2R                        | 3R                        | SF                        | 3R                        | 3R                        | 1R                        | 1R                        | 1R                        | –                         | 3R                        | 2R                        |                           | 0 / 18                  | 25–17                   |
| Montreal/Toronto               | 1R                      | –                       | 2R                      | 3R                      | 3R                        | 2R                        | QF                        | –                         | 2R                        | 3R                        | 2R                        | SF                        | –                         | 3R                        | 2R                        | NH                        | –                         | 1R                        | –                         |                           | 0 / 13                  | 16–13                   |
| Cincinnati                     | –                       | 3R                      | 1R                      | –                       | 1R                        | 2R                        | 1R                        | SF                        | 2R                        | QF                        | QF                        | 3R                        | –                         | QF                        | 2R                        | –                         | –                         | 1R                        | 3R                        |                           | 0 / 14                  | 19–14                   |
| Szanghaj                       | Nie ATP Masters Series  | Nie ATP Masters Series  | Nie ATP Masters Series  | Nie ATP Masters Series  | 3R                        | 2R                        | 3R                        | 3R                        | QF                        | 2R                        | QF                        | 3R                        | –                         | 1R                        | –                         | NH                        | NH                        | NH                        | 1R                        |                           | 0 / 10                  | 12–10                   |
| Paryż                          | 2R                      | 2R                      | 3R                      | 2R                      | 1R                        | 3R                        | 1R                        | 3R                        | QF                        | 3R                        | SF                        | 2R                        | –                         | –                         | 3R                        | QF                        | –                         | 1R                        | 1R                        |                           | 0 / 16                  | 17–16                   |
| Hamburg                        | –                       | 1R                      | 1R                      | 2R                      | Nie ATP Tour Masters 1000 | Nie ATP Tour Masters 1000 | Nie ATP Tour Masters 1000 | Nie ATP Tour Masters 1000 | Nie ATP Tour Masters 1000 | Nie ATP Tour Masters 1000 | Nie ATP Tour Masters 1000 | Nie ATP Tour Masters 1000 | Nie ATP Tour Masters 1000 | Nie ATP Tour Masters 1000 | Nie ATP Tour Masters 1000 | Nie ATP Tour Masters 1000 | Nie ATP Tour Masters 1000 | Nie ATP Tour Masters 1000 | Nie ATP Tour Masters 1000 | Nie ATP Tour Masters 1000 | 0 / 3                   | 1–3                     |
| Ranking na koniec sezonu       |                         |                         |                         |                         |                           |                           |                           |                           |                           |                           |                           |                           |                           |                           |                           |                           |                           |                           |                           |                           |                         |                         |
|                                | 54                      | 30                      | 36                      | 13                      | 21                        | 21                        | 17                        | 17                        | 8                         | 4                         | 4                         | 4                         | 9                         | 66                        | 16                        | 18                        | 82                        | 148                       | 49                        |                           | N/A                     | N/A                     |

Legenda
     W, wygrał turniej
     F, przegrał w finale
     SF, przegrał w półfinale
     QF, przegrał w ćwierćfinale
     4R, 3R, 2R, 1R przegrał w IV, III, II, I rundzie
     RR, odpadł w fazie grupowej
     –, nie startował w turnieju głównym
     NH, turniej nie odbył się